# Weierstrass approximációs tétele
Weierstrass (első) approximációs tétele a matematikai analízis gyakorlati és elméleti szempontból is jelentős eredménye. A Karl Weierstrass német matematikus által 1885-ben publikált tétel szerint a valós számok egy zárt intervallumán folytonos valós függvények egyenletesen közelíthetők polinomokkal.

## A tétel megfogalmazása és bizonyítása
A tétel azt állítja, hogy tetszőleges, az [a,b] zárt valós intervallumon folytonos f valós függvényhez és minden ε>0-hoz megadható olyan p polinom, hogy |f(x)-p(x)|<ε minden x∈[a,b]-re.
Valóban, a Heine-tétel szerint f egyenletesen folytonos [a,b]-n, tehát van olyan δ>0, hogy x,y∈[a,b],|x-y|<δ esetén |f(x)-f(y)|<ε.
Legyen {\displaystyle a=x_{0}<x_{1}<...<x_{n}=b} egy δ-nál finomabb felosztás, és jelöljük g-vel azt a töröttvonalfüggvényt, amely az xi pontokban megegyezik f-el, az [xi-1,xi] intervallumokban pedig lineáris.
Ekkor |g(x)-f(x)|<ε minden x∈[a,b]-re. Ha ui. xi-1≤x≤xi, akkor |x-xi-1|<δ és |x-xi|<δ alapján |f(x)-f(xi-1)|<ε és |f(x)-f(xi)|<ε, azaz f(xi-1) és f(xi) mindegyike az (f(x)-ε,f(x)+ε) intervallumba esik.
Mivel g(x) a g(xi-1)=f(xi-1) és g(xi)=f(xi) számok között van (hiszen g lineáris [xi-1,xi]-ben), ezért |g(x)-f(x)|<ε.
Mivel bármely töröttvonalfüggvény egyenletesen megközelíthető polinomokkal, létezik olyan p polinom, amelyre |p(x)-g(x)|<ε minden x∈[a,b]-re.
Ekkor |p(x)-f(x)|≤|p(x)-g(x)|+|g(x)-f(x)|<2ε minden x∈[a,b]-re.

## Jelentősége
A tétel gyakorlati jelentősége az, hogy megmutatja: a számítógépekkel jól kezelhető polinomfüggvények segítségével tetszőlegesen jól közelíthetők a zárt intervallumon folytonos függvények. Egyik fontos elméleti folyománya az, hogy a zárt intervallumon folytonos függvények tere szeparábilis.

## Általánosítása
A tételt a 20. század közepén jelentősen általánosította Marshall Stone, aki egyben a bizonyítást is leegyszerűsítette. Az általánosított eredmény Stone–Weiertstrass-tétel néven ismert.